# منصور فهمي
منصور فهمي (1886 - 1959) فيلسوف ومفكر وعالم اجتماع مصري.

## سيرة
ولد منصور في إحدى قرى محافظة الدقهلية بمصر وتعلم في كتاب قريته وأتم دراسته الابتدائية في مدينة المنصورة ثم انتقل بعد ذلك للقاهرة ليتحصل على شهادة البكالوريا من إحدى المدارس الفرنسية عام 1906 ليلتحق بمدرسة الحقوق. وبعد عامين من الدراسة بها تم تأهيله مع عدد من زملائه للتدريس بالجامعة التي انشئت عام 1908 ثم سافر إلى باريس للحصول على درجة الدكتوراه في الفلسفة من السوربون، كانت أطروحته للحصول على درجة الدكتوراة لها صدى واسع وهي (أحوال المرأة في الإسلام) عام 1913، منع على إثرها من التدريس بالجامعة المصرية آنذاك بعد عمله بها لمدة عام.
عاد للتدريس في الجامعة بعد ثورة 1919 وذلك في العام 1920، وقد تدرج في عمله الجامعي إلى أن كان عميدا لكلية الآداب جامعة القاهرة ثم أختير مديرا لدار الكتب ثم مديرا لجامعة الإسكندرية إلى أن أحيل إلى التقاعد عام 1946. كان عضوا في مجمع اللغة العربية بالقاهرة منذ إنشائه وانتخب كاتب سره وظل بهذا المنصب حتى يوم وفاته.
لم ينشر بالإضافة إلى أطروحته التي صدرت بالفرنسيّة في باريس إلا كتابا واحدًا هو (أبحاث وخطرات)، دار المعارف، القاهرة 1930 وهي فصول أدبية وفلسفية نشرها في الصحف ثم جمعها في هذا الكتاب. أنتقد أطروحته بعد ذلك في عدد من المقالات نشرها ببعض الصحف والجرائد.

## وصلات خارجية
- منصور فهمي على موقع أرشيف الشارخ.
- نص كتاب أحوال المرأة في الإسلام مترجم للعربية (ترجمة:رفيدة مقدادي)